# Zipi y Zape
Sobre la revista, véase Zipi y Zape.
Zipi y Zape es una historieta humorística creada y desarrollada por el autor español José Escobar a partir de 1948, la más popular de las suyas, y una de las más populares del medio en España, solo por detrás de "Mortadelo y Filemón", al menos en su época. Adscrita habitualmente a la escuela Bruguera, ha gozado además de multitud de adaptaciones a otros medios, así como una continuación por parte de Juan Carlos Ramis y Joaquín Cera.

## Trayectoria editorial
Zipi y Zape se enmarca en la tradición de niños revoltosos del cómic que parte de Max und Moritz (1865) y pasa por The Katzenjammer Kids (1897). Aparecieron de forma oficial en el número 57 del tebeo "Pulgarcito", aunque Escobar ya había publicado historietas similares uno o dos años antes. Todas sus primeras historietas eran breves, de entre una a ocho páginas.
Pronto empezaron a publicarse también en otras revistas de la casa: "Súper Pulgarcito" (1949), "Ven y Ven" (1959), "Gran Pulgarcito" (1969) y "Mortadelo" (1970). Escobar produjo entonces algunas historietas de mayor extensión, alcanzando las cuarenta y cuatro páginas del clásico álbum franco-belga:
| Título                     | Publicación               | Fecha publicación | N.º de páginas |
| -------------------------- | ------------------------- | ----------------- | -------------- |
| El secuestro               | Mortadelo números 0-3     | 1970              | 16             |
| La vuelta al mundo         | Mortadelo números 4-14    | 1970-1971         | 44             |
| El tonel del tiempo        | Mortadelo números 15-25   | 1971              | 44             |
| Detectives en acción       | Mortadelo números 26-36   |                   |                |
| Enviados especiales        | Mortadelo números 37-47   |                   |                |
| El gran safari             | Mortadelo números 48-58   |                   |                |
| Aprendices al tun tun      | Mortadelo números 56-69   | 1972              | 44             |
| Contamos con vosotros      | Mortadelo números 70-80   |                   |                |
| Caballeros andantes        | Mortadelo números 81-91   |                   |                |
| El "spray" mágico          | Mortadelo números -102    |                   |                |
| Estrellas de la publicidad | Mortadelo números 103-113 |                   |                |
| Un problema de locomotoras | Mortadelo números 114-124 |                   |                |
| Busque, corra y cobre      | Mortadelo números 125-135 |                   |                |
| Expertos en juguetes       | Mortadelo números 136-146 |                   |                |
| Guerra al hampa            | Mortadelo números 147-157 | 1973              | 44             |
| Una herencia complicada    | Mortadelo números 158-168 |                   |                |
| Futbolerías                | Colección Olé! número 259 |                   |                |

En 1971, Zipi y Zape consiguió sus propias revistas: La homónima "Zipi y Zape", de carácter semanal, y el mensual "Super Zipi y Zape". También ese año, sus aventuras empezaron a ser recopiladas en álbumes de la Colección Olé o los tomos de Súper Humor, Magos del humor, etc. Se editaron además libros con chistes y curiosidades diversas.
En 1976 su revista alcanzaba una tirada semanal de 124 500 ejemplares. Dos años después, Bruguera lanzó otra revista más: "Zipi y Zape Especial".
En los años ochenta, Escobar se vio obligado a abandonar sus personajes ante el declive económico de Bruguera, y creó una serie similar, Terre y Moto, para la revista Guai! (Grijalbo, 1986).
Al adquirir Ediciones B el fondo editorial de Bruguera, Escobar regresó a sus personajes clásicos. Continuó trabajando en la serie, a pesar de su avanzada edad, hasta su muerte en 1994. Durante esta época Juan Carlos Ramis en las revistas contenedoras de las historietas Zipi y Zape dibujaba a estos personajes en secciones temáticas a dos páginas, en secciones como "Nuestro álbum de fotos" o "In Out" en el cual dibujaba fotos de la familia Zapatilla en situaciones absurdas, muy características del humor de Ramis.
En el año 2000, los herederos de Escobar dieron el visto bueno para que Juan Carlos Ramis y Joaquín Cera continuasen la saga, pero tuvieron escaso éxito. Crearon las siguientes historietas largas:
| Título                           | Publicación | Fecha publicación | N.º de páginas |
| -------------------------------- | ----------- | ----------------- | -------------- |
| Vaya par de gemelos              | Ediciones B | 2001              | 48             |
| Doble diversión                  | Ediciones B | 2001              | 48             |
| Dos mejor que uno                | Ediciones B | 2001              | 48             |
| El laboratorio secreto           | Ediciones B | 2001              | 48             |
| Robinsones Zapatilla             | Ediciones B | 2001              | 48             |
| Locos por la música              | Ediciones B | 2002              | 48             |
| ¡Houston, tenemos dos problemas! | Ediciones B | 2002              | 48             |
| Olimpiadas escolares             | Ediciones B | 2002              | 48             |

## Argumento y personajes
Nota de interés: En la década de 2000 Zipi y Zape pasaron a los dibujos animados de la mano de la productora BRB Internacional propiedad del mallorquín Claudio Biern Boyd, con lo que algunos personajes aparecen o difieren claramente de los cómics de Escobar a la "renovación modernizada" de Biern

Este par de gemelos, que se distinguen entre sí por ser uno moreno (Zape) y otro rubio (Zipi), se caracterizaban principalmente por las endiabladas travesuras en que incurrían a la menor ocasión. Los mismos nombres de los protagonistas provienen de la palabra zipizape, que significa "alboroto". La personalidad de Zipi y Zape es muy simple, son muchachos traviesos e inquietos, lo que no quita que tengan un buen corazón. De hecho, una obsesión suya es lo que ellos llaman "Hacer una buena obra". Generalmente el resultado es desastroso y suelen acabar sus historietas con alguien persiguiéndoles, o siendo recluidos por su padre en el cuarto de los ratones. En cualquier caso, los castigos que recibían eran mucho más crueles en sus primeras historietas. Y es que el Decreto de 24 de junio de 1955 sobre ordenación de la prensa infantil y juvenil, había obligado a su autor a suavizar la crudeza de la serie.
Otro rasgo a destacar es que ambos son muy forofos del fútbol, deporte que practican constantemente, Zipi es del Real Madrid y Zape del FC Barcelona, como demostraron cuando en una historieta (posteriormente a la muerte de su creador José Escobar y reeditados para la adaptación a los nuevos tiempos), Zipi se vistió con la camiseta de Zidane y Zape con la de Saviola, en otra, Zipi juega en una consola con el Madrid y los jugadores Buyo y Butragueño, y Zape con el Barça y los jugadores Urruti y Clos. 
Otros personajes unidos a las aventuras de este dúo son los siguientes:

### La familia
- Don Pantuflo Zapatilla: es el esposo de Doña Jaimita y padre de Zipi y de Zape. Catedrático de Numismática, Filatelia y Colombofilia,[1] entre sus aficiones destacan el fumar en pipa y leer los periódicos. Es un personaje orondo y ya maduro, con la coronilla despejada por la edad y grandes patillas.[2] Sus atuendos más característicos suelen ser el clásico chaqué o un albornoz y pantuflas de andar por casa. Nació un 22 de octubre. Aunque suela renegar del fútbol, es forofo del Barça como Escobar, y de hecho en una historieta manda pintar a los niños una habitación de los colores del club. Curiosa era la forma de incentivar a Zipi y Zape para que corrigieran su comportamiento. Don Pantuflo Zapatilla entregaba a sus hijos cuando se portaban bien un vale por una pieza de la bicicleta que tanto ansiaban pero que prácticamente nunca llegaban a conseguir. En las primeras historietas, tenía el nombre de Raguncio Feldespato.[5] En otras se le añadió el segundo apellido "de Felpúdez".

- Doña Jaimita Llobregat: Esposa de Don Pantuflo y madre de los gemelos Zipi y Zape. Es alta, delgada y morena y se caracteriza por llevar un lazo rojo en el pelo. Ejerce de ama de casa y es la que principalmente sufre las travesuras domésticas de sus hijos. En algunas historietas ha recibido el apellido Pasarell i Rexach.

- Doña Miguela Llobregat: Más conocida como Miguelita, es la gorda hermana de Doña Jaimita, y madre de Sapientín, que al contrario de su hermana, no adelgazó transcurrida su juventud.

- Sapientín Empollinez: es el superdotado primo de Zipi y Zape, hijo único de Miguelita, hermana de Doña Jaimita. Más reservado que ellos, (prefiere estudiar a salir con los amigos) y con el gusto mínimo por el fútbol en comparación con sus primos (siempre juega de portero) es asediado constantemente por Zipi y Zape para que les haga los deberes, aunque él siempre consigue evitarlos. Viste de negro con un lazo y lleva gafas de empollón, sin las que no ve nada. En las primeras historietas aparece con el nombre de Felipín y antes de su nombre definitivo, pasó antes por el de Empollín.

- Don Máximo Empollinez: Padre de Sapientín, esposo de Miguelita.

- Abuelos Zapatilla: Son los padres de Don Pantuflo y abuelos de los gemelos. En muchas aventuras les hacen regalos. También Zipi y Zape van a vivir con ellos a su casa durante un tiempo mientras Pantuflo y Jaimita se marchan fuera. En algunas historietas son llamados don Zenón, y doña Juanita.

### La escuela
- Don Minervo: Es el maestro de estos gemelos tan particulares. Se caracteriza principalmente por su gordura y su ancha barriga. El castigo más habitual impuesto a los gemelos consiste en sujetar una pila de libros en cada mano de cara a la pared y de rodillas, un castigo muy habitual en las aulas de los años 60. Su esposa es D.ª Hipotenusa (D.ª Espátula en la etapa Escobar). En una historieta se demostró que tiene un hermano gemelo llamado Apolo, que además viste igual que él, pero sin el característico bigote de don Minervo. En otra también aparece un hermano gemelo que es un ladrón conocido como El Berenjeno.

- Doña Espátula/Dª Hipotenusa: La esposa de don Minervo. Les tiene poco afecto a Zipi y Zape, sobre todo por las travesuras que hacen en la escuela de su marido, tiene una personalidad muy parecida a la de doña Jaimita. En algunas historietas antiguas aparece con el nombre de Doña Cunegunda. Otros nombres que tuvo son Gumersinda, Leandra y Cleofasa

- Bolete: Bolete aparece solo en la etapa Cera-Ramís de Zipi y Zape. Es por así decirlo, el mejor amigo de Zipi y Zape. Es obeso y siempre está pensando en comer, sin embargo, siempre está dispuesto a ayudar a sus amigos.

- Peloto Chivátez: Es compañero de clase y enemigo acérrimo de los gemelos. Como su propio nombre indica, es el pelota y envidioso de la clase. Es un personaje delgado, con el pelo moreno y largo. Se caracteriza principalmente por su nariz aguileña que le confiere ese aspecto tan peculiar de "malo" de las historietas. Siempre intenta fastidiar a Zipi y Zape y para ello se valdrá de cualquier ardid; su mayor ilusión es tener, como sus envidiados gemelos, una revista con su nombre. También intentará por todos los medios obtener un diez y para ello no duda en intentar sobornar, sin éxito, a Don Minervo, con artículos de la tienda de su padre, preferiblemente cajas de puros y jamones (antes de llamarse Peloto, se llamó Pelotín Cepillez").

- Padre de Peloto: Tiene una tienda de ultramarinos, aunque también vende tabaco. Su carácter oscila entre las diferentes historietas: a veces es un sobornador cómplice de su hijo, otras veces reprueba taxativamente su comportamiento

- Sabihóndez: Es el segundo de la clase, como lo llaman Zipi y Zape. Al igual que Sapientín, es muy inteligente y aparece de manera esporádica en algunas historietas. Su aspecto físico y su nombre suelen cambiar; ha recibido los nombres de Secundino, Cerebélez y Matriculínez

- Lechuzo López: Este personaje, ya más moderno, es un chico de inteligencia normal que es el mejor amigo y aliado de Peloto. Dispuesto siempre a hacerles pasar a Zipi y Zape una mala pasada, seguirá fielmente las órdenes de Peloto, lo que le hará meterse en muchos problemas. Se llama Lechuzo por su tremendo parecido con esta ave.

- Pituso: Va a la escuela de Zipi y Zape. Es de estatura baja y pelo muy rubio; eso hace que le apoden ¨Rubiales¨. Es amigo de Zipi y Zape y aparece en esporádicas historietas.

- Lelo: Compañero de Zipi y Zape que aparece esporádicamente. Su mayor protagonismo fue en una historieta donde presumía de siempre conseguir sobresalientes, aunque luego Zipi y Zape demostraron que simplemente los robaba y les ponía su nombre. Su padre tiene una gran nariz y su madre, también.

- Evilina: Aparece solo en la película de Zipi y Zape, Las monstruosas aventuras de Zipi y Zape. Demuestra ser muy malvada y calculadora, además de acérrima enemiga de Zipi y Zape y suele ser objeto de burlas por parte de estos, que la apodan Piños de hierro.

- Invi: Aparece solo en la película de Zipi y Zape, Las monstruosas aventuras de Zipi y Zape. Es un amigo de Zipi y Zape y se cree invisible porque sus padres nunca le prestan atención; por ello, solo se viste con un calzoncillo y va a todas partes semidesnudo. Se desconoce su nombre ya que todos le apodan Invi.

- Puag: Aparece solo en la película de Zipi y Zape, Las monstruosas aventuras de Zipi y Zape. Es un niño obeso y grande con grandes problemas de higiene personal. Su mayor característica es que siempre lleva un moco colgando.  En un episodio se descubre que su familia es rica y apenas lo visitan sus padres. Su verdadero nombre es Honorato.

- Wanda: Aparece solo en la película de Zipi y Zape, Las monstruosas aventuras de Zipi y Zape. Es una niña exploradora y aventurera que siempre lleva su muñeco llamado coronel jimmy.

### Otros
- Señores Plómez: Son los amigos pesados de los padres de los gemelos, Don Pantuflo y Doña Jaimita. Son un matrimonio que se caracteriza por sus temidas visitas, como mínimo el 13 de cada mes, a casa de Zipi y Zape para merendar. Ella se llama Felisa y él simplemente Plómez. Cada vez que visitan a los Zapatilla, sus hijos intentan por todos los medios que se vayan, pero Plómez siempre lleva multitud de objetos que usa como antídoto. Finalmente, los gemelos siempre consiguen echarlos.

- Don Ángel: Es el policía del barrio en el que viven Zipi y Zape. Atiende constantemente a Zipi y Zape cuando estos detienen al Manitas de Uranio, muchas veces trabajan en equipo. También se suele quejar del numeroso trabajo que tiene gracias a los gemelos.

- Doctor Pildorín: Médico de familia que tiene una consulta en la barriada. Generalmente hace visitas a domicilio a la familia Zapatilla.

- Pachín: Antes de que Zipi y Zape adoptaran a Toby como mascota, su perro era Pachín. Tenía la apariencia de un perro de aguas y tenía una personalidad parecida a la de Toby.

- Toby: Era la mascota de Zipi y Zape en la última etapa Escobar de sus aventuras. En la etapa Cera-Ramís, Toby desapareció de las historietas.

- Fakirín: Fakirín es el hijo de una familia de fakires. En su casa comen clavos como aperitivo y se sientan en sillas con pinchos. Fakirín quiere ser fakir como su padre y a menudo pide a Zipi y Zape que le sometan a "entrenamientos" para acostumbrarse a resistir el dolor. Al principio no era fakir, sino simplemente un niño conocido como Lelo Tontínez (o Tontáinez). Su padre aparentemente se llama Alí Kates.

- Don Lucas: Es el catedrático mayor de la Facultad de Colombofilia y Filatelia y jefe de Don Pantuflo, quien siempre está pidiéndole un aumento de sueldo que nunca llega.

- Don Baldomero: El cristalero del barrio de Zipi y Zape. Cuando anda escaso de trabajo, intenta convencer a Zipi y Zape para que rompan los cristales intencionadamente (generalmente proponiéndoles jugar al fútbol), aunque sus planes siempre acaban en fracaso.

- Nati y Tina: Son personajes que aparecen en la última etapa de Zipi y Zape. Se trata de dos niñas gemelas, una rubia (Nati) y otra morena (Tina), de las que Zipi y Zape están enamorados. En una historieta, ambas dicen querer salir con Zipi y Zape y ellos lo intentan, pero ellas dicen que han encontrado a alguien mejor, Lechuzo.

- También hacen apariciones otros personajes de Escobar como Carpanta, Petra, doña Tula y Plim el Magno. Entre ellos, Carpanta destaca con luz propia y puede considerarse un personaje fijo. Además, el propio Escobar también aparece en varias historietas, caricaturizado.

### Enemigos de Zipi y Zape
- El Manitas de Uranio: Es un caco que suele robar por las casas y los comercios del barrio. Ha sido apresado muchas veces pero siempre logra la manera de escapar. Suele ir muchas veces a robar a casa de Zipi y Zape y estos siempre desbaratan sus planes. Tenía un hijo llamado Cacotín. En algunas historietas antiguas se le llamaba El granitos entre otros nombres.

#### Versión de Ramis y Cera
- Agente B-6: También llamado MacManaman. Creado con hormonas de mandril, genomas de Dóberman y genes de Louis van Gaal. Fue creado por Leonardo Priones para deshacerse de Zipi y Zape, pero fracasó. Luego intentó ir a por su padre, Pantuflo, pero también fracasó. Debido a sus heridas, Priones lo recicló dentro de objetos metálicos, pero Zipi y Zape lo destrozaron. Harto de él, Priones lo descargó dentro de un videojuego y más tarde Zipi y Zape metieron a Priones en el mismo videojuego.

- Leonardo Priones: Dirigía un laboratorio secreto camuflado en un hospital. Se casó con la hija de un ministro por su dinero pero fue apresado cuando intentó matar a la novia, aunque ese solo era un clon. El verdadero Priones seguía dirigiendo los experimentos en el laboratorio. Zipi y Zape junto a Sapientín, Bolete y Peloto fueron a detener sus planes y casi lo consiguen pero son capturados por Priones; al final, gracias a Peloto, que llevó a la policía, pudieron detener sus experimentos y Priones fue encerrado dentro de un videojuego junto al agente B-6.

- Boris Calostro: Dirigía el reality-show Gran Robinson, que consistía en que una familia debía sobrevivir en una isla llena de animales "salvajes". Como se quedó sin concursantes, engañó a la familia Zapatilla para que participara en el reality y ellos aceptaron. Como veía que la audiencia del reality bajaba, decidió aumentar al tope la agresividad de los animales, pese a que el resto del equipo le suplicaba que no lo hiciera. Al final, trató de huir a las Bahamas donde había ocultado los fondos del reality, pero acabó como supositorio de un gorila gigante. Esto podría interpretarse como una parodia de la televisión, ya que cuando en televisión algo funciona o no se suele hacer cualquier cosa con tal de aumentar la audiencia.

## Evolución de los personajes
Escobar varió a lo largo del tiempo que realizó los "Zipi y Zape" el trazo de sus personajes, adecuándolo a las modas caricaturistas de cada época. Los modelos de cada personaje convivieron unos con otros, es decir, no se cambiaron todos a la vez en cada momento, sino que cada uno tuvo su propia evolución.

### Zipi y Zape

#### Por Escobar
- 1946-1947: En origen, Zipi y Zape eran altos, tenían el pelo corto a cepillo, vestían pantalones negros y camisas blancas de manga corta con corbata, los zapatos negros, con calcetines blancos estirados.

- 1948-1950: Se hizo crecer el pelo de Zipi y Zape, peinándolo hacia atrás a lo Beethoven. En la ropa no hay cambios, salvo que los calcetines se recogen junto al zapato por primera vez y ya para siempre.

- 1950-1959: Cambia el diseño de Zipi y Zape. Siguen siendo altos pero ya llevan el jersey rojo sin mangas, y la camisa blanca ya es de manga larga. Se varía el trazo de sus caras y el pelo se vuelve espeso y lleno de flecos por todas partes.

- 1960-1975: Zipi y Zape se hacen más bajitos y rechonchos, acercándose al último modelo de Escobar. Los flecos del pelo se unen todos en la parte final junto a la nuca, haciéndose la forma del pelo redonda, un poco a la manera de The Beatles.[1]

- 1975-1994: La forma del pelo se hace angulosa, y aumenta la expresividad en los rostros de los gemelos. Aparte de esto, las diferencias con el modelo anterior son mínimas, por lo que suelen ser confundidos.

#### Por Cera-Ramis
- 2000-2002: Adoptan el pelo ligeramente más corto, las narices se redondean, los ojos aumentan de tamaño aparte de ser ovalados y estar más juntos, las bocas también se agrandan. Además su vocabulario se adapta a la época actual y dejan de ser tan ¨caballerescos¨ como en su etapa Escobar.

#### Según la serie de animación
- 2005: Las melenas vuelven a crecer y ahora todo su físico se convierte puntiagudo.

### Pantuflo Zapatilla
- En los primeros tiempos, cuando se llamaba Raguncio Feldespato, era muy bajito y muy rechoncho, prácticamente con forma de bola, con una barba larga y negra, las piernas muy cortas y los ojos pequeños.

- El siguiente modelo cambia drásticamente. Es durante este modelo cuando cambia su nombre por el de Pantuflo Zapatilla, aunque en un principio sigue llamándose Raguncio. El personaje crece espectacularmente y adopta una constitución delgada, robusta y angulosa. Queda completamente calvo y con bigote, y los ojos finos y entrecerrados le dan un aire de coronel militar del siglo XIX.

- Después Pantuflo cambia una vez más drásticamente, y adquiere una forma muy similar a la más reciente. Vuelve a ser rechoncho aunque con forma de pera y las piernas cortas. Vuelve a tener pelo, esta vez con patillas y rizado. Viste ya su conocido traje de chaqué negro.

- Sin variar mucho el modelo anterior, se le da a su cuerpo una forma completamente esférica, alargando las piernas y haciendo que los flecos del chaqué formen ángulos, acabando con las puntas hacia abajo.

- En el último modelo, que es prácticamente idéntico al anterior, además del aumento de expresividad facial, el único cambio es que las puntas del chaqué se vuelven hacia arriba.

### Jaimita Llobregat
- En los primeros tiempos, Jaimita apenas aparece en Zipi y Zape. Cuando lo hace, siempre va vestida con bata de andar por casa. Tiene el pelo negro, largo y rizado y un rostro envejecido, con nariz aguileña.

- El segundo modelo muestra un cambio drástico en el diseño de Jaimita, que se vuelve rubia y con el pelo corto y rizado, y cuando aparece suele vestir con modelitos de la época.

- El siguiente modelo vuelve a tener el pelo largo, pero todavía rubio y rizado. Suele llevar vestidos, y tiene los ojos pequeños.

- El cuarto modelo se aproxima al actual. Ya tiene el pelo negro, liso y con tupé, y ya lleva lazo en la cabeza, viste falda, blusa y zapatos de tacón.

- En el quinto modelo, el actual, la blusa se cambia por su conocido jersey rojo de cuello vuelto, y lleva los zapatos planos.

## Influencia
De gran éxito en su época, influyó en otras series infantiles, como Perico y Frascales (1951) de Iranzo.

## Adaptaciones a otros medios

### Cine
Durante los años 1950 el propio Escobar realizó películas en papel que proyectó por su invento cine, el Cine Skob, que tuvieron bastante fama en esa época pero que en los años 1970 desaparecieron del mercado por la aprobación de la importación de proyectores con películas en celuloide.
En 1981, el director de origen chileno Enrique Guevara, aficionado a rodar películas de destape, probó fortuna con el cine infantil. Él mismo se encargó de producir, escribir y dirigir Las aventuras de Zipi y Zape, una película de imagen real basada en los cómics de Escobar. 
La trama de la película es muy sencilla. Zipi y Zape vuelven de las vacaciones de verano para comenzar el nuevo curso. Allí conocen a un nuevo alumno, que se convertirá en un buen amigo, Oliverio, un niño de clase alta víctima de las bromas de sus compañeros de clase excepto de Zipi y Zape, que siempre le defienden. Las cosas se complican cuando un grupo de gánsters italianos deciden secuestrar al niño. Zipi y Zape harán todo lo posible para rescatarlo.
Zipi y Zape fueron interpretados por Francisco Javier Valtuille y Luis María Valtuille, respectivamente, hermanos gemelos, uno rubio y otro moreno. Don Pantuflo y Jaimita fueron interpretados por Joan Monleón y Marta Angelat, mientras que Don Minervo fue encarnado por Alfred Luchetti. Otros actores de renombre que aparecieron en la película fueron Mary Santpere, en el papel de la tía de Oliverio, o Amparo Moreno, la criada de la susodicha.
La estética era bastante fiel al cómic. Zipi y Zape se parecían bastante a los del cómic, así como Don Pantuflo, Jaimita y Don Minervo, pero no así el espíritu. En su momento la película fue bastante bien recibida, pero a día de hoy se considera un total despropósito a la obra de Escobar.
En 2005, se lanzó directamente a DVD la película de animación Las monstruosas aventuras de Zipi y Zape, que concluía la historia de la serie de televisión animada. La película de animación tenía una estética y espíritu muy distintos a las historietas de Escobar de Zipi y Zape. Además solo se conserva a Peloto, que además es una mezcla del Peloto original de Escobar con la apariencia y el intelecto de Sapientín. El vocabulario también es muy distinto del de las historietas de Zipi y Zape.
En 2013 se estrenó una versión de imagen real titulada Zipi y Zape y el club de la canica, dirigida por Oskar Santos. En verano de 2015 se empezó a rodar la secuela, que salió el 29 de julio de 2016 con el título de Zipi y Zape y la isla del capitán.

### Series de dibujos animados
BRB Internacional produjo entre 2003 y 2005 una serie de animación sobre Zipi y Zape

### Videojuegos
También se han realizado videojuegos relacionados con las aventuras de Zipi y Zape.